# Vetus Latina

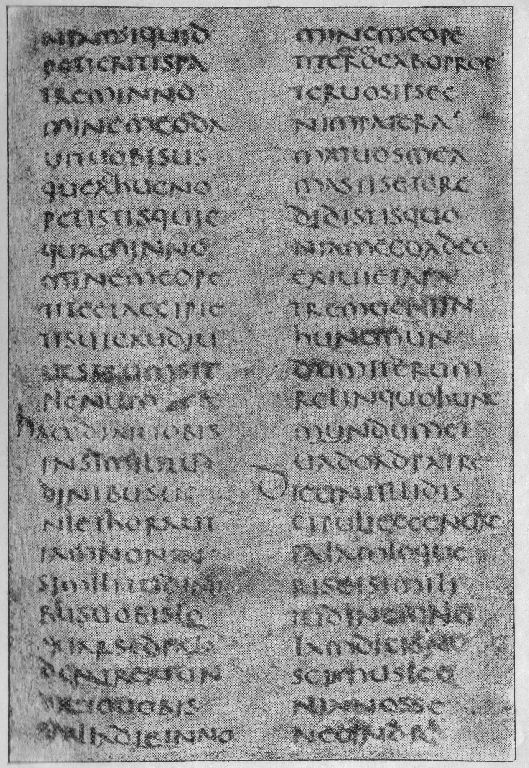
Página del Codex Vercellensis, un ejemplo de la Vetus Latina. Esta sección corresponde al capítulo 16, versículos 23 a 30 del Evangelio de Juan

Vetus Latina es el nombre colectivo dado a los textos bíblicos en latín que fueron traducidos a partir del siglo II desde la lengua griega (Septuaginta o Versión de los Setenta para la mayoría de los libros del Antiguo Testamento, así como para los originales griegos para los libros del Nuevo Testamento) antes de que la traducción Vulgata de san Jerónimo, filólogo trilingüe (conocía el latín y el griego, y marchó a Judea para aprender hebreo) se convirtiera en el texto oficial o estándar de la Biblia para los cristianos latinohablantes en Occidente. La frase Vetus Latina significa "Latina vieja" en latín, y la Vetus Latina a veces es conocida como la Antigua Biblia Latina.

## Texto
No existe una única Biblia Vetus Latina, pues hay una gran colección de textos bíblicos en forma de manuscritos que contienen testimonios de traducciones al latín de pasajes bíblicos anteriores a Jerónimo. Tras comparar el texto del capítulo 24, versículos 4-5 del evangelio de Lucas en manuscritos de la Vetus Latina, Bruce M. Metzger contó "no menos de 27 lecturas distintas".
Ante este testimonio de traducciones previas, muchos estudiosos agregan frecuentemente citas a pasajes bíblicos que aparecen en los trabajos de los Padres Latinos, algunos de los cuales son idénticos a ciertos grupos de manuscritos. Por tanto, muchas de las "versiones" Vetus Latina no fueron generalmente promulgadas como traducciones de la Biblia para ser usadas en la Iglesia entera, sino preparados específicamente para el uso local de comunidades cristianas, o para ilustrar otros discursos cristianos o sermones. 
Hay algunos textos que al parecer fueron llevados a un más alto valor, como algunos manuscritos de los evangelios en latín que contienen los cuatro evangelios canónicos, aunque difieren sustancialmente unos de otros en la traducción. Otros pasajes bíblicos, sin embargo, difieren sólo en ciertos fragmentos.
El lenguaje de las traducciones Vetus latina tiene muy mala calidad, como Agustín de Hipona lamentaba en De Doctrina Christiana (2,16). Abundan los solecismos gramaticales y algunos reproducen el griego o el hebreo literalmente, tal cual aparecen en la Septuaginta. Igualmente, varias traducciones Vetus latina reflejan algunas de las versiones circulantes de la Septuaginta, como por ejemplo los manuscritos africanos (como el Codex Bobiensis) que preservan fragmentos del estilo de texto occidental, mientras que algunos manuscritos europeos están cercanos al estilo de texto bizantino. Hay muchas características gramaticales que vienen del uso de formas gramaticales del Latín vulgar en el texto.
Por ejemplo, la siguiente cita del Salterio Galicano es un verso que ha sido frecuentemente salmodiado en el Libro de los Salmos (Salmos, 121:6 en otras versiones) : Rogate quae ad pacem sunt Ierusalem, es decir, "rogad a los que están por la paz de Jerusalén". La Biblia de Jerusalén traduce el mismo texto como "Orad por la paz en Jerusalén". En la frase en cuestión, que es traducción literal de la Septuaginta, el antecedente elíptico del pronombre relativo neutro plural quae (que) es complemento directo del verbo principal rogate ("rogad, suplicad"), al tiempo que el pronombre al que antecede hace las veces de sujeto de la oración subordinada, cuyo verbo es sunt ("son, están"). Por otra parte, el traductor se vale de la expresión ad pacem (literalmente, "hacia la paz") en lugar de la más idiomática in pace, así como del topónimo Ierusalem, que aparece en la oración como un nombre propio indeclinable cuya función gramatical debe inferirse del contexto. Su traducción más plausible sería, según el sentido de la frase, la del nombre en genitivo ("...de Jerusalén"), aunque tampoco es desdeñable su análisis como dativo o, incluso, locativo. La versión de la Vetus Latina procura respetar el orden y el uso de las palabras del original griego de la Septuaginta y al hacerlo así está creando un peculiar estilo de latín. Por contraste, San Jerónimo, en versión posterior sobre textos originales hebreos, traduce el verso de la cita como rogate pacem Ierusalem, es decir, "rogad por la paz de Jerusalén".

## Sustitución por la Vulgata
Con la publicación de la Vulgata de san Jerónimo, que ofrecía un texto en latín único y consistente estilísticamente desde las lenguas originales, la Vetus Latina cayó en desuso gradualmente. 
Jerónimo, en una carta, dice que su nueva versión no fue inicialmente del gusto de los cristianos que estaban familiarizados con el fraseo de las traducciones antiguas. Sin embargo, ya que no era frecuente encontrar copias completas de la Biblia, las traducciones Vetus latina de varios libros de la Biblia fueron copiadas en manuscritos junto con las traducciones de la Vulgata, con lo que inevitablemente se intercambiaban algunos textos. Traducciones en latín antiguo de libros sencillos puede hallarse en manuscritos hasta el siglo XIII. Sin embargo, con la autoridad de un filólogo y santo canonizado detrás de ella, la Vulgata generalmente desplazó a la Vetus Latina y fue reconocida como texto bíblico oficial de la Iglesia católica en el Concilio de Trento.
A continuación se muestra una comparación entre el texto de Lucas del Códice Bezae, de tipo Vetus latina y la Vulgata:
| Vetus Latina | Latin Vulgate |
| --- | --- |
| Et factum est eum in Sabbato secundoprimo abire per segetes discipuli autem illius coeperunt vellere spicas et fricantes manibus             | Factum est autem in sabbato secundo, primo, cum transíret per sata, vellebant discípuli eius spicas, et manducabant confricantes manibus.                           |
| manducabant. Quidam autem de farisaeis dicebant ei, Ecce quid faciunt discipuli tui sabbatis                                                 | Quidam autem pharisæorum, dicebant illis : Quid facitis quod non licet in sabbatis ?                                                                                |
| quod non licet ? Respondens autem IHS dixit ad eos, Numquam hoc legistis quod fecit David quando esurit ipse et qui cum eo erat ?            | Et respondens Jesus ad eos, dixit : Nec hoc legistis quod fecit David, cum esurisset ipse, et qui cum illo erant ?                                                  |
| Intro ibit in domum Dei et panes propositionis manducavit et dedit et qui cum erant quibus non licebat manducare si non solis sacerdotibus ? | quomodo intravit in domum Dei, et panes propositionis sumpsit, et manducavit, et dedit his qui cum ipso erant : quos non licet manducare nisi tantum sacerdotibus ? |

Los textos Vetus latina sobreviven aún en la liturgia, como en el siguiente texto (Lucas):
| Vetus Latina                                                       | Latin Vulgate                                                          |
| ------------------------------------------------------------------ | ---------------------------------------------------------------------- |
| Gloria in excelsis Deo, et in terra pax hominibus bonae voluntatis | Gloria in altissimis Deo, et in terra pax in hominibus bonæ voluntatis |

## Salmos
Los antiguos Salmos latinos constituyen un caso especial. Aquí, la liturgia latina de la Iglesia católica había usado textos del Salterio Romano, que es una versión de los Salmos de la Vetus Latina, levemente revisada por san Jerónimo antes de que comenzara a preparar su traducción Vulgata. 
Estos Salmos ya habían llegado a ser ampliamente usados en la liturgia, y su fraseo era familiar al de los adoradores a pesar de sus ocasionales divergencias con respecto al uso del latín clásico. 
Jerónimo también tradujo los Salmos del original hebreo; el nuevo Salterio de Jerónimo se llamó Iuxta Hebraea, pero esta nueva versión no pudo desplazar al Salterio Galicano o al Romano en el uso litúrgico y, al final, el Galicano se usó como el salterio de la Vulgata en épocas posteriores al concilio de Trento. 
El Galicano es el salterio que es cantado en el canto gregoriano y usado en la música clásica. En 1979, la Iglesia católica publicó una versión de los Salmos, la Nova Vulgata, y la autorizó para uso litúrgico; para entonces, las liturgias latinas eran poco usadas, y la Nova Vulgata ha tenido poco impacto.